# هیرویا اوکو
هیرویا اوکو (انگلیسی: Hiroya Oku؛ زادهٔ ۱۶ سپتامبر ۱۹۶۷) مانگاکا، و فیلم‌نامه‌نویس اهل ژاپن است. او خالق آثاری همچون هن، گانتز، اینویاشیکی، و گیگانت، می‌باشد که دو مورد نخست در ویکلی یانگ جامپ منتشر می‌شدند. مانگای او اغلب حاوی خشونت صریح، تصویر جنسی، و موضوعاتی است که از نظر عموم تابو محسوب می‌شوند.
اوکو همچنین شخصیتی به نام شورا را برای بازی مبارزه‌ای سول کالیبر ۴ در دو کنسول ایکس‌باکس ۳۶۰ و پلی‌استیشن ۳ طراحی کرده‌است.